# Кийрън Уестуд
Кийрън Уестуд (на английски: Keiren Westwood, фамилията се изговаря по-близко до Уестууд) е футболист с двойно гражданство, играещ за Ковънтри Сити и националния отбор Ирландия. Роден е в Англия, но придобива правото да се състезава за Ирландия, защото неговата баба е ирландка.
Започва кариерата си в Манчестър Сити, но там трябва да се бори с Дейвид Джеймс и Ники Уийвър, поради което е преотстъпен в Олдъм, а след това преминава в Карлайл Юнайтед, за които се състезава 4 години.
През 2008 г. е трансфериран в Ковънтри, където прави отличен сезон и е избран в отбора на сезона в Чемпиъншип.